# Vasile Moldovan
Vasile Moldovan (n. 24 iunie 1824, Sânpaul, Mureș - d. 1 ianuarie 1895, Boziaș, astăzi cartier al orașului Târnăveni) a fost unul din cei cinsprezece prefecți în legiunile înființate în Revoluția de la 1848-1849 din Transilvania, conduse de Avram Iancu. Vasile Moldovan a condus Legiunea a III - a numită Legiunea de câmpie care își avea centrul la Cetatea de Baltă.
Studiile și le face la Chirileu pe cele primare iar apoi în Târgu Mureș pe cele elementare la gimnaziul romano-catolic, terminând în 1845. Apoi se înscrie la Seminariul teologic de la Blaj pentru a deveni preot. Aici îl vor găsi și evenimentele revoluționare de la 1848, ca student în anul III la Teologie. 
Participă de la început fără rezerve în revoluție; astfel este alături de Avram Iancu, Alexandru Papiu Ilarian, Samoil Poruțiu și Florian Micaș la 1 aprilie 1848 pentru a afla hotărârea luată de cancelaria din Târgu Mureș, care propunea convocarea unei mari adunari generale a românilor la Blaj. Participă la Marea Adunare Națională din 15 mai 1848 de pe Câmpia Libertății din Blaj, cât și la următoarele două întâlniri.
Astfel, după a treia întâlnire, în care s-a hotărât nerecunoașterea unirii Transilvaniei cu Ungaria, se hotărăște rezistența militară și se formează 15 legiuni.
După înfrângerea armatei generalului Puchner de către armata maghiară condusă de generalul Józef Bem între Târnăveni și Seuca, la 17 ianuarie 1849, este nevoit să părăsească Cetatea de Baltă și să se retragă ințial la Sibiu pentru a convinge trupele grănicerești conduse de români să se alăture românilor din Munții Apuseni, după care Sibiul fiind cucerit de trupele generalului Bem se reîntoarce pentru scurt timp pe valea Târnavei Mici de unde urcă în Munții Apuseni alături de Avram Iancu.
Ia parte la luptele dintre armatele maghiare și forțele militare ale moților, iar după ce toate încercările maghiarilor de a cuceri Munții Apuseni eșuează și revoluția maghiară este înfrântă, cu ajutorul armatei ruse, se reîntoarce în Cetatea de Baltă, apoi în Tirimia apoi la Gilău după care se stabilește în 1861 la Boziaș, astăzi cartier al municipiului Târnăveni. 
Aici devine vicecomite al orașului Târnăveni fiind unul din puținii români care să aibă o funcție de conducere în acele vremuri. 
Se stinge din viață la 1 ianuarie 1895 în satul Boziaș, Târnăveni.

## Imagini

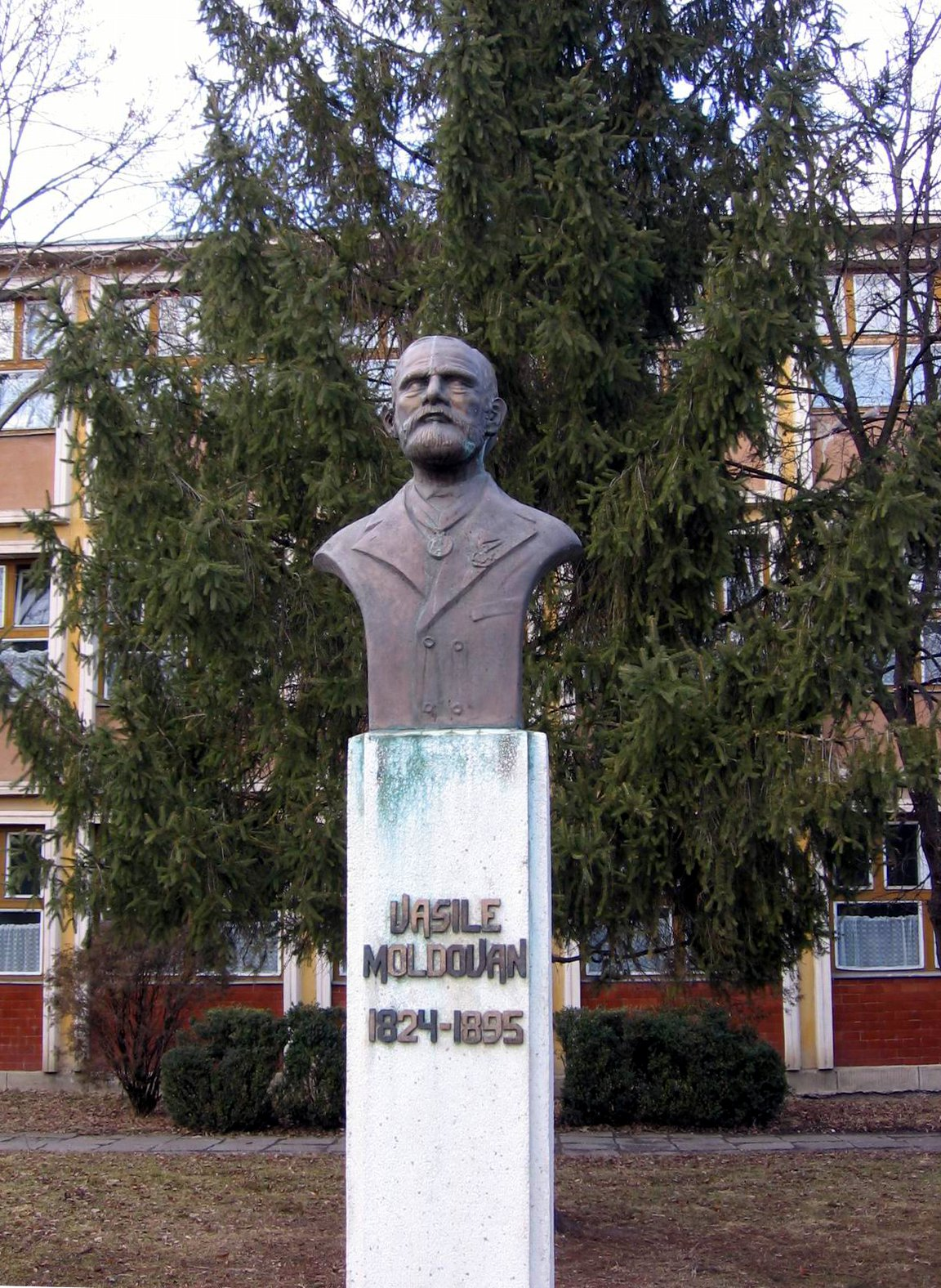
Vasile Moldovan, bust în fața Școlii Generale din Târnăveni care îi poartă numele
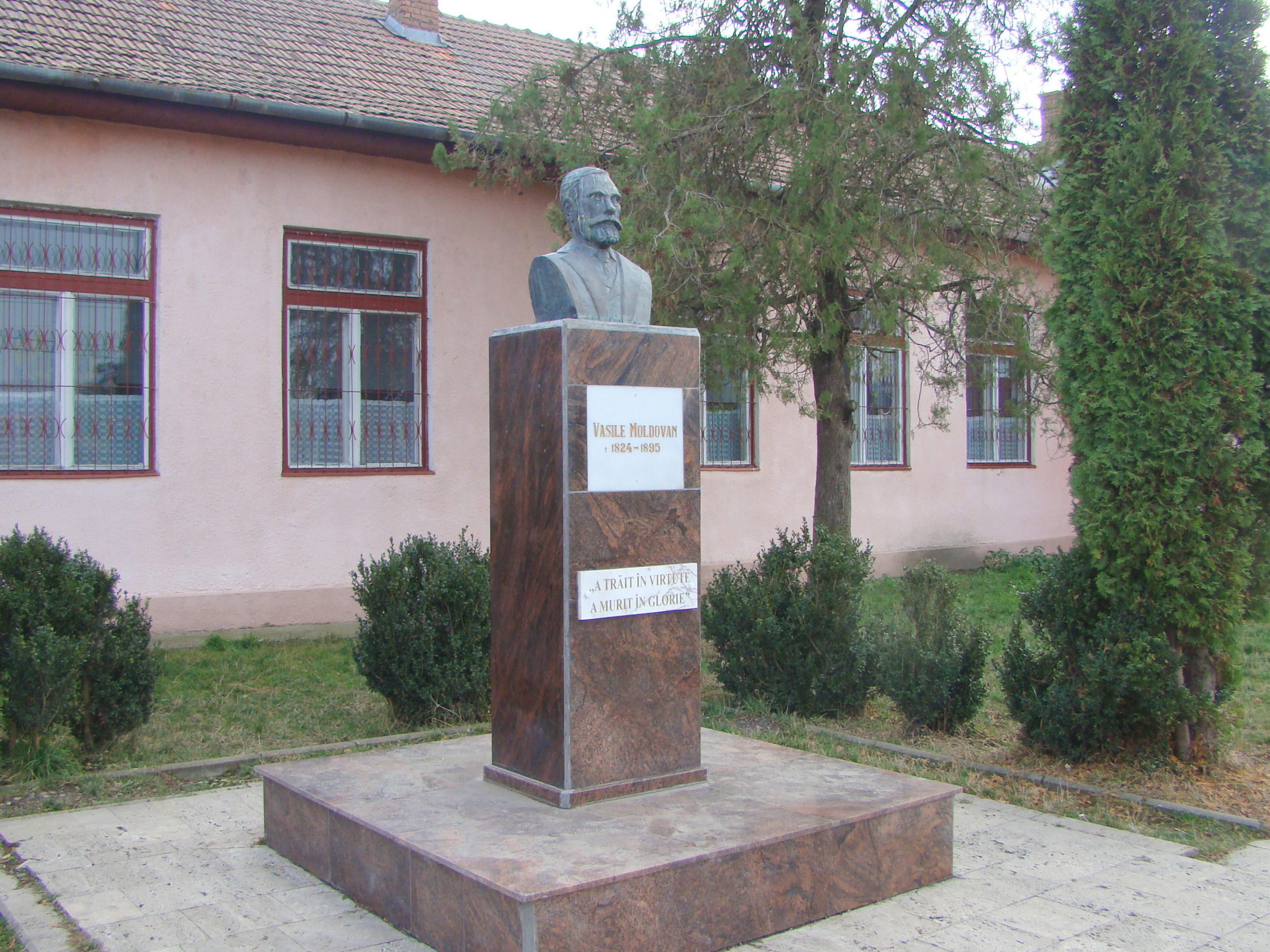
Bustul lui Vasile Moldovan din satul Chirileu (monument istoric)
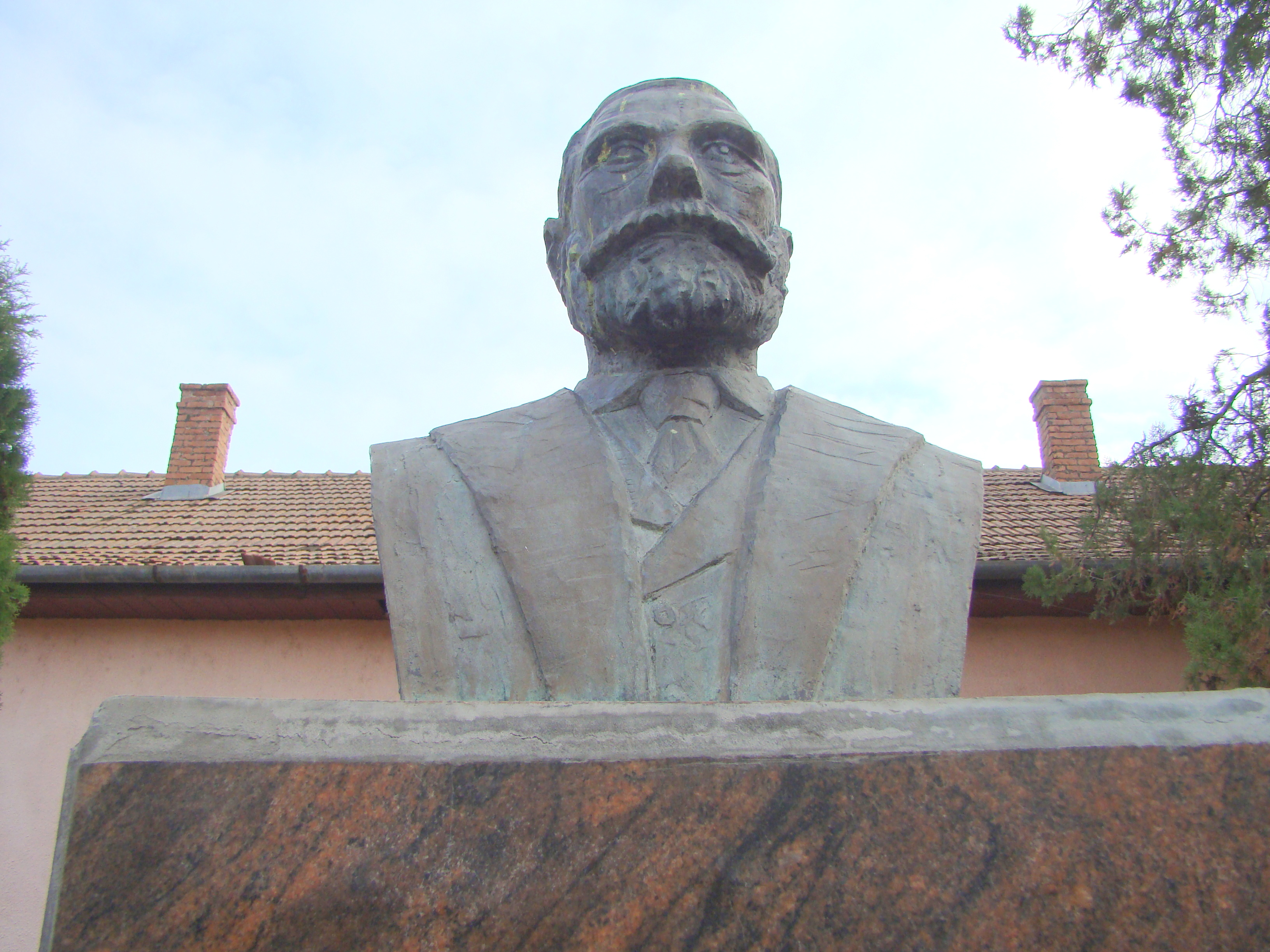
Bustul lui Vasile Moldovan din satul Chirileu (monument istoric)
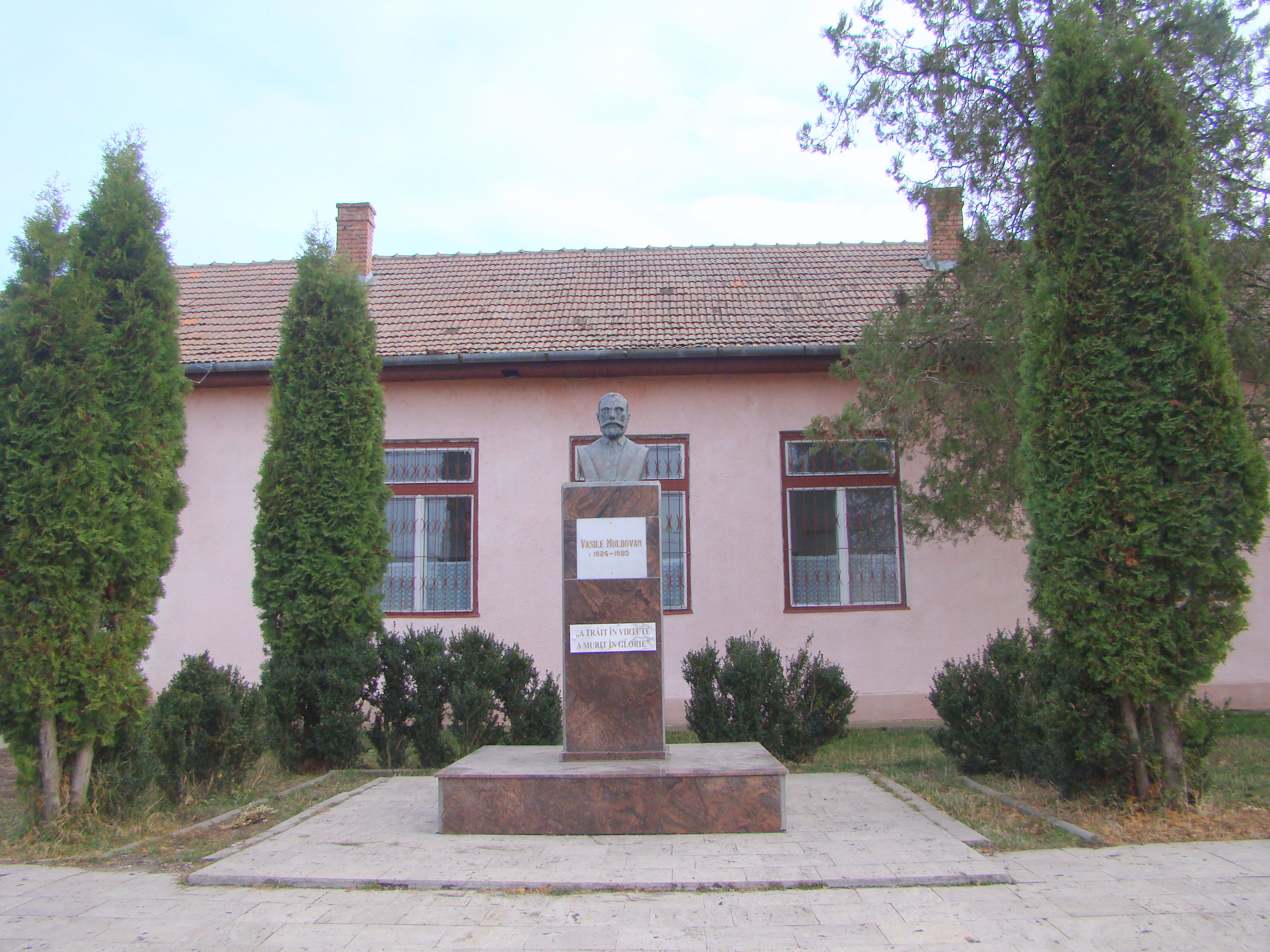
Bustul lui Vasile Moldovan din satul Chirileu (monument istoric)